# Italian Series of Poker 2023
Le Italian Series of Poker 2023 si sono tenute dal 18 al 29 maggio 2023 a Nova Gorica, in Slovenia, presso il casinò Perla.
Si è trattata della 13ª edizione dei Campionati Italiani, che ha visto la partecipazione di oltre 2000 partecipanti suddivisi in 25 tornei.
Il programma completo della manifestazione è stato pubblicato sul sito ufficiale ISOP nel mese di marzo 2023.

## Main Event
Il Main Event ha laureato come campione italiano il bolognese Albano Fedele, che ha avuto la meglio su Salvatore Saracino.

### Evento 14 - Campionato Italiano Main Event[3]
- Luogo: Casino Perla, Nova Gorica
- Buy-in: € 990
- Data: 26-29 maggio 2023
- Partecipanti: 228
- Montepremi: € 195.300
- Giocatori a premio: 23

## Copertura televisiva del Main Event e Risultati
Poker Italia TV, evento #14 - Main event, su YouTube, 29 maggio 2023.
| Tavolo finale | Tavolo finale      | Tavolo finale |
| Posizione     | Nome               | Premio        |
| ------------- | ------------------ | ------------- |
| 1             | Albano Fedele      | € 45.000      |
| 2             | Saracino Salvatore | € 35.000      |
| 3             | Gatta Attilio      | € 20.000      |
| 4             | Mosca Enrico       | € 16.200      |
| 5             | Imperati Giancarlo | € 12.400      |
| 6             | Isaia Alessio      | € 9.500       |
| 7             | Miniucchi Marcello | € 7.600       |
| 8             | Iannini Fabrizio   | € 6.200       |

## Eventi preliminari delle Italian Series of Poker
Il torneo di apertura, denominato Deep (469 iscritti) è stato vinto da Massimo Schiralli a spese di Thomas Tomasini.

Il lituano Martynas Miliauskas vince anche quest'anno nella specialità Omaha (evento numero 3), inoltre arriva secondo al Campionato Italiano Turbo. Negli eventi 8 e 17 doppio trionfo per Manuel Ferrari.
Tra gli eventi speciali, la forlivese Monica Poggi si è laureata campionessa italiana Ladies, confermandosi tra le più forti giocatrici italiane.

Tra i giocatori stranieri non europei, in evidenza l'australiano Adam Kharman piazzatosi al terzo posto nell'evento numero 7, specialità Omaha.
| Main Event       | Torneo principale delle Italian Series of Poker, incorona il Campione Italiano. |
| Eventi esclusivi | Tornei speciali riservatiː Giornalisti, Ladies, Interforze, League event e Tournament of Champions, competizione esclusiva per chi ha vinto almeno un titolo, o un bracciale ISOP. |

| N. | TV table           | Data                  | Evento                                                              | Entries | Vincitore              | Premio         | Runner Up           | Terzo Classificato   |
| -- | ------------------ | --------------------- | ------------------------------------------------------------------- | ------- | ---------------------- | -------------- | ------------------- | -------------------- |
| 1  | Video, su YouTube. | 18/05/2023 21/05/2023 | € 210 + 40 Campionato Italiano Deep                                 | 469     | Schiralli Massimo      | € 24,000       | Tomasini Thomas     | Fantini Paolo        |
| 2  |                    | 19/05/2023            | € 270 + 30 Pot Limit Omaha - POY Championship                       | 78      | Guris Pavol            | € 5,275        | Pasquale Vinci      | Matteo di Persio     |
| 3  |                    | 20/05/2023            | € 170 + 30 Pot Limit Omaha - 9 Max                                  | 44      | Martynas Miliauskas    | € 4.500        | Stefano Moi         | Pasquale Vinci       |
| 4  |                    | 20/05/2023            | € 200 + 30 No Limit Hold'em - Campionato Italiano 8 Max Super KO    | 120     | Mura Stefano           | € 3.000        | Marziotti Jonathan  | De Barberis Alberto  |
| 1s | Video, su YouTube. | 20/05/2023            | € 100 + 25 No Limit Hold'em - Campionato Italiano Interforze        | 31      | Marco Scarpa           | € 1.050        | Giovanni Terranova  | Vassallo Rosario     |
| 5  |                    | 21/05/2023            | € 220 + 30 Mixed Games/ No Limit Hold'em/ PLO 8-Max                 | 28      | Giancarlo Viezzi       | € 2.600        | Alessio Liscia      | Dionisis Retzepoglou |
| 6  | Video, su YouTube. | 21/05/2023            | € 170 + 30 No Limit Hold'em - 6 Max Championship                    | 105     | Natale Ramera          | € 4.100        | Alessandro Gandola  | Francesco Sciarrillo |
| 7  | Video, su YouTube. | 22/05/2023 23/05/2023 | € 360 + 40 Pot Limit Omaha - Campionato Italiano 8 Max              | 57      | Marcello Mosconi       | € 5.600        | Pasquale Vinci      | Adam Kharman         |
| 8  |                    | 22/05/2023            | € 100 + 25 No Limit Hold'em - KO                                    | 118     | Ferrari Manuel         | € 1.188        | Urpis Alessio       | Arena Joel           |
| 9  |                    | 23/05/2023 24/05/2023 | € 360 + 40 No Limit Hold'em - 6 Max                                 | 58      | Paolo Mercuri          | € 4,900        | Danilo Donnini      | M. Mirco             |
| 10 |                    | 23/05/2023            | € 220 + 30 Omaha Hi/Lo                                              | 24      | Angelo Napoletano      | € 2,457        | Umberto Ghisandi    | Danilo Donnini       |
| 11 |                    | 23/05/2023            | € 125 + 25 Crazy Pineapple                                          | 36      | Simone Stizzoli        | € 1,500        | Davide Cojaniz      | Wissam Ouertani      |
| 12 |                    | 24/05/2023            | € 220 + 30 No Limit Hold'em - Campionato Italiano Freezout          | 48      | Benedetto di Guglielmo | € 2,170 (deal) | Giuliano Boellis    | Giorgio Silvestrin   |
| 2s |                    | 24/05/2023            | € 125 + 25 No Limit Hold'em - Campionato Italiano ISOP League event | 39      | Marc Meden             | € 1.800        | Alessio Mosconii    | Marcello Urpis       |
| 13 |                    | 24/05/2023            | € 125 + 25 No Limit Hold'em - Campionato Italiano Turbo             | 49      | Davide Marchioro       | € 2.000        | Martynas Miliauskas | Mario Ciudin         |
| 3s | Video, su YouTube. | 25/05/2023            | € 100 + 20 No Limit Hold'em - Campionato Italiano Giornalisti       | 11      | Tiberio Redaelli       | € 550          | Paolo Pacciani      | Fabio Bianchi        |
| 14 | Video, su YouTube. | 26/05/2023 29/05/2023 | € 900 + 90 No Limit Hold'em - Campionato Italiano Main Event        | 228     | Albano Fedele          | € 45,000       | Salvatore Saracino  | Attilio Gatta        |
| 15 |                    | 25/05/2023 27/05/2023 | € 60 + 20 No Limit Hold'em - Campionato Italiano Hercules           | 200     | Alessio Liscia         | € 3.600        | Luigi Corrado       | Mario Picili         |
| 16 |                    | 27/05/2023            | € 85 + 15 No Limit Hold'em - Campionato Italiano Ladies             | 17      | Poggi Monica           | € 700          | Melpignano Annalisa | Singer Christine     |
| 17 | Video, su YouTube. | 27/05/2023 28/05/2023 | € 450 + 50 No Limit Hold'em - Campionato Italiano PRO               | 77      | Ferrari Manuel         | € 10,000       | Mufic Vedran        | Benvenuto Fabrizio   |
| 18 |                    | 28/05/2023            | € 120 + 20 No Limit Hold'em - Campionato Italiano 8 Max KO          | 81      | Andrea Campi           | € 2,850        | Augusto Baruffi     | Ettore Ricci         |
| 19 |                    | 28/05/2023            | € 125 + 25 No Limit Hold'em - Campionato Italiano Win the Button    | 37      | Caminita Alessandro    | € 1,666        | Gambino Andrea      | Simeone Luigi        |
| 4s |                    | 28/05/2023            | € 300 No Limit Hold'em - Tournament Of Champions                    | 10      | Michael Toninello      | € 1.350        | Federico Privitera  | Alessio Liscia       |
| 20 |                    | 29/05/2023            | € 175 + 25 No Limit Hold'em - Campionato Italiano 8 Max             | 40      | Federico Privitera     | € 2.520        | Stefano Boraso      | Nicolo Bartolone     |
| 21 |                    | 29/05/2023            | € 125 + 25 No Limit Hold'em - Short Stack Campionato Italiano       | 26      | Andrea Sirigu          | € 1.240        | Michael Toninello   | Fausto Tantillo      |